# رامون (لاعب كرة قدم مواليد 1998)
رامون هو لاعب كرة قدم برازيلي في مركز الهجوم، ولد في 19 سبتمبر 1998 في ريو دي جانيرو في البرازيل. لعب مع نادي فلومينينسي ونادي الجيل السعودي.

## وصلات خارجية
- رامون (لاعب كرة قدم) على موقع رابطة كرة القدم اليابانية للمحترفين (اليابانية)
- رامون (لاعب كرة قدم) على موقع قاعدة بيانات كرة القدم.إي يو (الإنجليزية)
- رامون (لاعب كرة قدم) على موقع Soccerway.com (الإنجليزية)
- رامون (لاعب كرة قدم) على موقع عالم كرة القدم.نت (الإنجليزية)